# Iwanikówka
Iwanikówka (ukr. Іваниківка) – wieś na Ukrainie, w  obwodzie iwanofrankiwskim, w rejonie bohorodczańskim. 
W II Rzeczypospolitej wieś w powiecie stanisławowskim województwa stanisławowskiego.
W 1944 nacjonaliści ukraińscy z OUN-UPA zamordowali tutaj 10 Polaków.